# Carl Benjamin
Carl Benjamin (* September 1979), auch bekannt unter seinem Online-Pseudonym Sargon of Akkad, ist ein britischer rechtsgerichteter YouTuber und politischer Kommentator. Als Kandidat der euroskeptischen UK Independence Party (UKIP) trat er außerdem bei der Europawahl im Vereinigten Königreich 2019 an.

## Laufbahn
Benjamin erstellte seinen YouTube-Kanal 2010 und veröffentlichte sein erstes Video 2013. Im Jahr 2014 erklärte Benjamin, er habe seinen Kanal Sargon von Akkad genannt, weil er „ein Liebhaber der Geschichte und der Lektionen, die sie uns lehren kann“ sei. Benjamins Kanal wuchs in diesem Jahr deutlich durch die Gamergate-Kontroverse. Hierbei stellte er die These auf, dass Feministinnen sich mit politischen Aktivisten verschworen hätten, um die Videospielindustrie zu beeinflussen. Er behauptete, die Digital Games Research Association DiGRA „wurde von Feministinnen vereinnahmt und zu einer Denkfabrik, in der Gender-Ideologen ihre Ideologie in der Spielepresse und letztlich bei den Spielern verbreiten können“. Er veröffentlichte mehrere Videos, welche die feministische Bloggerin Anita Sarkeesian kritisierten. Sarkeesian kritisierte ihn dafür und warf ihm vor, eine Kampagne von Cyber-Mobbing gegenüber ihr losgetreten zu haben. Sarkeesian bezeichnete Benjamin als einen ihrer Serienbelästiger und nannte ihn einen „Müllmenschen“.
Als Antwort auf Aussage der Labour-Abgeordneten Jess Phillips, dass Vergewaltigungsdrohungen für sie alltäglich seien, sagte Benjamin im Mai 2016: „Ich würde Sie nicht einmal vergewaltigen“. Er wiederholte diese Aussage später auf Twitter. Für diesen Kommentar wurde Benjamin später von der Polizei untersucht und von Politikern kritisiert. Benjamin lehnte es später ab, sich für seinen Kommentar über Phillips zu entschuldigen, indem er sagte, dass „ein anständiger Mensch nicht über Selbstmord von Männern lacht“ und dass er sich entschuldigen würde, wenn Phillips sich für ihre Haltung gegenüber Männern entschuldigen würde. Erst 2024 entschuldigte er sich für die Aussage.
Im März 2018 störten Antifa-Demonstranten eine geplante Diskussion zwischen Benjamin und Yaron Brook, die von der Libertarian Society des King’s College London veranstaltet wurde. Maskierte Demonstranten griffen das Sicherheitspersonal an, zündeten Rauchbomben, zerschlugen Fenster und lösten einen Feueralarm aus. Die Organisatoren der Veranstaltung riefen die Polizei, sagten die Veranstaltung ab und evakuierten das Gebäude. Nach Angaben des Veranstalters wurden zwei Sicherheitskräfte ins Krankenhaus eingeliefert.
Patreon sperrte Benjamin im Dezember 2018, wobei er über 12.000 US-Dollar pro Monat durch Spenden verdiente. Die Plattform warf ihm die Verwendung von homophoben und rassistischen Schimpfwörtern vor. Eine Reihe von Nutzern, darunter Sam Harris, Jordan Peterson und Dave Rubin, verließen die Plattform nach dem Deplatforming von Benjamin, wobei Benjamin und Rubin zu Petersons Dienst Thinkspot wechselten. Im Mai 2019 wurde Benjamin von Twitter suspendiert, sein Account wurde aber später wieder hergestellt.
Im Februar 2020 gründete Benjamin zusammen mit dem rechten Aktivisten Tommy Robinson und ehemaligen UKIP-Mitgliedern die Gruppe Hearts of Oak. Die Mitglieder der Gruppe geben an, keine politische Partei zu sein, sondern eine „kulturelle Bewegung“, die sich auf „starke Grenzen, Einwanderung und nationale Identität“, „Behörden, die nur den Islam privilegieren und schützen“, und „Redefreiheit“ konzentriert.
Im November 2020 startete Benjamin Lotus Eaters, eine Podcast-Plattform, die ihren Namen auf Homers Odyssee bezieht. Im Mai 2024 war die ehemalige Premierministerin Liz Truss als Gast auf einem Podcast der Plattform. Aufgrund von Kommentaren, die Benjamin in der Vergangenheit gemacht hatte, wurde dies von Jess Phillips kritisiert.
2023 schloss Benjamin ein Studium der Philosophie an der University of London mit einem Bachelor of Arts ab. Benjamin ist verheiratet und hat zwei Kinder. Er lebt mit seiner Familie in Swindon.

### Politische Karriere
Im Juni 2018 trat Benjamin der UK Independence Party (UKIP) bei, zusammen mit dem YouTuber Mark Meechan, besser bekannt unter seinem Online-Namen Count Dankula, und dem rechtsextremen Verschwörungstheoretiker Paul Joseph Watson. Die Mitgliedschaft des Trios wurde von politischen Analysten als Teil einer Verlagerung der UKIP nach rechts unter der Führung von Gerard Batten beschrieben.
Bei den Wahlen zum Europäischen Parlament 2019 im Vereinigten Königreich stand Benjamin auf Platz 2 der UKIP-Liste für den Wahlkreis Südwestengland, wurde aber nicht gewählt, da seine Partei in diesem Wahlkreis nur 3,22 % der Stimmen erhielt.

## Politische Ausrichtung
Carl Benjamin und sein YouTube-Kanal wurde als antifeministisch und rechts bzw. rechtsextrem (far right) eingestuft. Er wurde als Mitglied der Alt-Right bezeichnet. Er ist ein Befürworter des Brexit und ein Kritiker des Islam, und hat sich für eine Reduzierung der Einwanderung aus mehrheitlich islamischen Ländern in das Vereinigte Königreich ausgesprochen. Benjamin hat verschiedene Aspekte moderner linker Politik in westlichen Ländern kritisiert, darunter politische Korrektheit und Feminismus. Benjamin bezeichnete "Soziale Gerechtigkeits-Feminismus" als „Krankheit des modernen Zeitalters“, die junge Männer entrechten und radikalisieren würde.
Benjamin stufte sich selbst als Anhänger des Klassischen Liberalismus ein, der gegen „Totalitarismus, Identitätspolitik und Islamismus“ und für Meinungsfreiheit sei. Er bezeichnete sich 2020 als Atheist und Anhänger des Skeptizismus.